# Arne Linderholm
Arne Linderholm (22 de fevereiro de 1916 - 20 de novembro de 1986) foi um futebolista sueco. Ele competiu na Copa do Mundo FIFA de 1938, sediada na França, na qual a seleção de seu país terminou na quarta colocação.